# برنی کولسون
برنی کولسون (به انگلیسی: Bernie Coulson) (زاده ۱۹۶۵) بازیگر کانادایی است.
از فیلم‌های معروف او می‌توان به بازی در پسر عاشق و آشفتگی ۳ اشاره کرد.